# Liste der Baudenkmale in Putbus
In der Liste der Baudenkmale in Putbus sind alle Baudenkmale der Stadt Putbus (Landkreis Vorpommern-Rügen) und ihrer Ortsteile aufgelistet. Grundlage ist die Veröffentlichung der Denkmalliste des Landkreises Vorpommern-Rügen, Auszug aus der Kreisdenkmalliste vom August 2015.

## Legende
In den Spalten befinden sich folgende Informationen:
- ID-Nr: Die Nummer wird von den Denkmalämtern der Landkreise vergeben. Wenn sie nicht bekannt ist, bleibt die Spalte leer. In dieser Spalte kann sich zusätzlich das Wort Wikidata befinden, der entsprechende Link führt zu Angaben zu diesem Denkmal bei Wikidata.
- Lage: die Adresse des Denkmales und die geographischen Koordinaten.
Link zu einem Kartenansichtstool, um Koordinaten zu setzen. In der Kartenansicht sind Denkmale ohne Koordinaten mit einem roten bzw. orangen Marker dargestellt und können in der Karte gesetzt werden. Denkmale ohne Bild sind mit einem blauen bzw. roten Marker gekennzeichnet, Denkmale mit Bild mit einem grünen bzw. orangen Marker.
- Bezeichnung: Bezeichnung, so wie sie in den offiziellen Listen der Denkmalämter steht. Ein Link hinter der Bezeichnung führt zum Wikipedia-Artikel über das Denkmal. Wenn die Bezeichnung der Denkmalämter inhaltlich fehlerhaft ist, ist in der Spalte „Beschreibung“ darauf hinzuweisen.
- Beschreibung: Beschreibung des Denkmales
- Bild: ein Bild des Denkmales und gegebenenfalls einen Link zu weiteren Fotos des Denkmals im Medienarchiv Wikimedia Commons

## Putbus
| ID  | Lage                                     | Bezeichnung                                                                              | Beschreibung | Bild                                                   |
| --- | ---------------------------------------- | ---------------------------------------------------------------------------------------- | --- | ------------------------------------------------------ |
| 507 |                                          | Klassizistische Stadtanlage                                                              | | Klassizistische Stadtanlage                            |
| 508 | Alleestraße 1                            | Wohnhaus                                                                                 | |                                                        |
| 509 | Alleestraße 2 (Karte)                    | Wohnhaus                                                                                 | | Wohnhaus                                               |
| 510 | Alleestraße 4 (Karte)                    | Wohnhaus                                                                                 | | Wohnhaus                                               |
| 511 | Alleestraße 8 (Karte)                    | Wohnhaus                                                                                 | | Wohnhaus                                               |
| 512 | Markt 13 (Karte)                         | Theater                                                                                  | | Theater                                                |
| 513 | Alleestraße 10a,b,c (Karte)              | Hotel (Fürstenhof- jetzt Wohnhaus)                                                       | 3-gesch. klassizistisches Haus von 1819 als Hotel Fürstenhof, 1834 aufgestockt, nach 1945 Wohnhaus, 2000 saniert                                                   | Hotel (Fürstenhof- jetzt Wohnhaus)                     |
| 514 | Alleestraße 11 (Karte)                   | Wohnhaus                                                                                 | | Wohnhaus                                               |
| 515 | Alleestraße 12 (Karte)                   | Wohnhaus                                                                                 | | Wohnhaus                                               |
| 516 | Alleestraße 13, 13a (Karte)              | Wohnhaus                                                                                 | | Wohnhaus                                               |
| 517 | Alleestraße 14 (Karte)                   | Wohnhaus Palais Lottum                                                                   | 2-gesch. U-förmige klassizistische Dreiflügelanlage von um 1815 mit hohem Mezzaningeschoss, Mittelrisalit und Veranda                                              | Wohnhaus Palais Lottum                                 |
| 517 | Alleestraße 14,14a,b                     | Hofgebäude Schweizer Haus                                                                | |                                                        |
| 517 | Alleestraße 14,14a,b                     | Wohnhaus Palais Lottum und Hofgebäude Schweizer Haus                                     | |                                                        |
| 519 | Alleestraße 15 (Karte)                   | Wohnhaus                                                                                 | | Wohnhaus                                               |
| 520 | Alleestraße 19 (Karte)                   | Brauerei                                                                                 | | Brauerei                                               |
| 521 | Alleestraße 20                           | Kursaal (Anbau) mit Freitreppe                                                           | |                                                        |
| 522 | Alleestraße 21                           | Heim                                                                                     | |                                                        |
| 523 | Siedlung Holzhof 34,35,36, 38            | Wohnhaus                                                                                 | |                                                        |
| 524 | August-Bebel-Straße 1 (Karte)            | Wohnhaus                                                                                 | | Wohnhaus                                               |
| 525 | August-Bebel-Straße 3,3a,3b (Karte)      | Wohnhaus                                                                                 | | Wohnhaus                                               |
| 526 | August-Bebel-Straße 4 (Karte)            | Wohnhaus                                                                                 | | Weitere Bilder                                         |
| 527 | August-Bebel-Straße 5, 5a (Karte)        | Wohnhaus                                                                                 | | Wohnhaus                                               |
| 528 | August-Bebel-Straße 7a (Karte)           | Wohnhaus                                                                                 | | Wohnhaus                                               |
| 529 | August-Bebel-Straße 8 (Karte)            | Wohnhaus                                                                                 | | Wohnhaus                                               |
| 530 | August-Bebel-Straße 9, 9a (Karte)        | Wohnhaus                                                                                 | | Wohnhaus                                               |
| 531 | August-Bebel-Straße 11 (Karte)           | Wohnhaus                                                                                 | | Wohnhaus                                               |
| 532 | August-Bebel-Straße 12, 12a (Karte)      | Wohnhaus                                                                                 | | Wohnhaus                                               |
| 533 | August-Bebel-Straße 13, 13a (Karte)      | Wohnhaus                                                                                 | | Wohnhaus                                               |
| 534 | August-Bebel-Straße 14 (Karte)           | Wohnhaus                                                                                 | | Wohnhaus                                               |
| 535 | August-Bebel-Straße 15 (Karte)           | Wohnhaus                                                                                 | | Wohnhaus                                               |
| 536 | August-Bebel-Straße 36 (Karte)           | Wohnhaus                                                                                 | | Weitere Bilder                                         |
| 537 | August-Bebel-Straße 38 (Karte)           | Wohnhaus                                                                                 | | Wohnhaus                                               |
| 538 | August-Bebel-Straße 39 (Karte)           | Wohnhaus                                                                                 | | Wohnhaus                                               |
| 539 | Bahnhofstraße 8 (Karte)                  | Villa                                                                                    | | Villa                                                  |
| 540 | Bahnhofstraße 14 (Karte)                 | Bahnhof der DB-AG (Empfangsgebäude)                                                      | Bahnhof vom 1889 | Weitere Bilder                                         |
| 540 | Bahnhofstraße (Karte)                    | Treppenanlage                                                                            | Die Treppen führen vom Vorplatz des Bahnhofs in die Innenstadt. | Treppenanlage                                          |
| 541 | Binzer Straße 10, 12, 15 (Karte)         | Triebwagenschuppen v. 1940 (Kleinbahnhof)                                                | | Triebwagenschuppen v. 1940 (Kleinbahnhof)              |
| 541 | Binzer Straße 10, 12 (Karte)             | Bahnhof der Kleinbahn                                                                    | | Bahnhof der Kleinbahn                                  |
| 541 | Binzer Straße 10, 12 (Karte)             | Abfertigungsgebäude (Kleinbahnhof)                                                       | | Abfertigungsgebäude (Kleinbahnhof)                     |
| 541 | Binzer Straße 10 (Karte)                 | altem Lokschuppen (Kleinbahnhof)                                                         | | altem Lokschuppen (Kleinbahnhof)                       |
| 541 | Binzer Straße 10 (Karte)                 | Kfz-Garage (Kleinbahnhof)                                                                | | Kfz-Garage (Kleinbahnhof)                              |
| 541 | Binzer Straße 10Bahnhofstraße 10 (Karte) | altes Dienstwohngebäude (Kleinbahnhof)                                                   | Die Rügenschen Kleinbahnen kauften 1910 das bereits früher gebaute Haus (korrekte Adresse: Bahnhofstraße 10) und nutzten es für Dienstwohnungen ihrer Mitarbeiter. | altes Dienstwohngebäude (Kleinbahnhof)                 |
| 541 | Binzer Straße 12 (Karte)                 | Verwaltungsgebäude                                                                       | | Verwaltungsgebäude                                     |
| 541 | Binzer Straße 10, 12 (Karte)             | ehem. Brückenviadukt (Kleinbahnhof)                                                      | | ehem. Brückenviadukt (Kleinbahnhof)                    |
| 542 | Bergerstraße 22                          | Wohnhaus                                                                                 | |                                                        |
| 544 | Circus (Karte)                           | Obelisk und umgebener Garten- und Stadtraum                                              | | Weitere Bilder                                         |
| 545 | Circus (Karte)                           | Toranlage (Straße nach Bergen)                                                           | | Toranlage (Straße nach Bergen)                         |
| 546 | Circus 1, 1a, b, 1c,d,e,f (Karte)        | Haus und Nebengebäude                                                                    | 3-gesch. neoklassizistisches Haus von 1860; heute Büros und Galerie                                                                                                | Weitere Bilder                                         |
| 547 | Circus 2, 2a,2b (Karte)                  | Wohnhaus mit der Mauer zwischen den Häusern 2/3                                          | 2-, 3- und 4-gesch. klassizistisches Ensemble von um 1840 | Weitere Bilder                                         |
| 548 | Circus 3 (Karte)                         | Wohnhaus mit der Mauer zwischen den Häusern 3/2                                          | 3-gesch. klassizistisches Haus von um 1840; um 1847 Logenhaus | Weitere Bilder                                         |
| 549 | Circus 4 (Karte)                         | Wohnhaus und Mauer                                                                       | 3-gesch. klassizistisches Haus aus den 1840er Jahren | Weitere Bilder                                         |
| 550 | Circus 4a (Karte)                        | Wohnhaus                                                                                 | | Wohnhaus                                               |
| 551 | Circus 5 (Karte)                         | Wohnhaus und Mauer mit Torpfeilern                                                       | 3-gesch. klassizistisches Haus von um 1840 | Weitere Bilder                                         |
| 552 | Circus 6 (Karte)                         | Wohnhaus                                                                                 | 3-gesch. klassizistisches Haus als Gebäudeeinheit mit Nr. 7 (s. dort)                                                                                              | Weitere Bilder                                         |
| 552 | Circus 7 (Karte)                         | Wohnhaus                                                                                 | 3-gesch. klassizistisches Haus von um 1840 | Weitere Bilder                                         |
| 553 | Circus 8 (Karte)                         | Wohnhaus und Mauer                                                                       | 2-gesch. klassizistische Villa von 1848 (oder 1843) mit Mezzanin und Mittelrisalit nach Plänen von Johann Gottfried Steinmeyer                                     | Weitere Bilder                                         |
| 554 | Circus 9 (Karte)                         | Wohnhaus und Mauer                                                                       | 2-gesch. klassizistisches Haus von um 1845 | Weitere Bilder                                         |
| 555 | Circus 10 (Karte)                        | Wohnhaus und Mauer                                                                       | 3-gesch. klassizistisches Haus von um 1840, um 1997 saniert | Weitere Bilder                                         |
| 556 | Circus 11 (Karte)                        | Wohnhaus und Mauer mit Torpfeilern                                                       | 2-gesch. klassizistisches Haus von um 1840 | Weitere Bilder                                         |
| 557 | Circus 12 (Karte)                        | Wohnhaus und Mauer                                                                       | 2-gesch. klassizistisches Haus von um 1840 | Weitere Bilder                                         |
| 558 | Circus 13 (Karte)                        | Haus                                                                                     | 3-gesch. klassizistisches Haus von 1835 nach Plänen von Johann Gottfried Steinmeyer; um 1996/1999 saniert                                                          | Weitere Bilder                                         |
| 559 | Circus 14, 14a (Karte)                   | Wohnhaus                                                                                 | 2-gesch. klassizistisches Haus von 1836 mit Walmdach | Weitere Bilder                                         |
| 560 | Circus 15 (Karte)                        | Wohnhaus und Mauer                                                                       | 2-gesch. klassizistisches Haus von 1836, 1999 saniert | Weitere Bilder                                         |
| 561 | Circus 16 (Karte)                        | Schule (ehem. Pädagogium) und Hofmauer                                                   | | Weitere Bilder                                         |
| 562 | Gartenstraße 1 (Karte)                   | Wohnhaus                                                                                 | | Weitere Bilder                                         |
| 563 | Circus 12b (Karte)                       | Wasserturm                                                                               | 4-gesch. achteckiger 17 m hoher Turm von 1927: Durchmesser 6 m | Wasserturm                                             |
| 564 | Park (Karte)                             | Kirche (Park)                                                                            | | Weitere Bilder                                         |
| 565 | Lauterbacher Straße 1                    | Wohnhaus                                                                                 | |                                                        |
| 567 | Marienstraße 3 (Karte)                   | Wohnhaus „Villa Schulenburg“                                                             | | Wohnhaus „Villa Schulenburg“                           |
| 568 | Marienstraße 9, Wiesenweg 18 (Karte)     | Villa                                                                                    | | Villa                                                  |
| 569 | Marienstraße 13 (Karte)                  | Post                                                                                     | | Post                                                   |
| 570 | Markt (Karte)                            | Kriegerdenkmal zu Ehren der Gefallenen in den Preußischen Kriegen 1864, 1866 und 1870–71 | | Weitere Bilder                                         |
| 571 | Markt 2 (Karte)                          | Hotel                                                                                    | | Weitere Bilder                                         |
| 572 | Markt 8b                                 | Wohnhaus auf dem Hof (Rathaus)                                                           | |                                                        |
| 572 | Markt 8 (Karte)                          | Rathaus (mit Wohnhaus auf dem Hof)                                                       | | Weitere Bilder                                         |
| 573 | Markt 10 (Karte)                         | Wohnhaus                                                                                 | | Wohnhaus                                               |
| 574 | Markt 11 (Karte)                         | Wohnhaus                                                                                 | | Wohnhaus                                               |
| 575 | Markt 12 (Karte)                         | Wohnhaus                                                                                 | | Weitere Bilder                                         |
| 576 | Park                                     | Wegweisersteine nach Goor und Wreechen                                                   | |                                                        |
| 576 | Bahnhofstraße 1                          | Gartenhaus Villa Löwenstein (Rosencafe, Schlosspark) und Grundstückseinfriedung          | |                                                        |
| 576 | Park (Karte)                             | Mausoleum (Schlosspark)                                                                  | | Weitere Bilder                                         |
| 576 | Park                                     | Schlossterrassen und -fundamente (Schlosspark)                                           | |                                                        |
| 576 | Park (Karte)                             | Ruine des ehem. Fasanenhauses (Schlosspark)                                              | | Ruine des ehem. Fasanenhauses (Schlosspark)            |
| 576 | Park (Karte)                             | Schlosspark mit allen histor. Strukturen, allen Gebäuden und Gebäudeteilen               | Park von ab um 1725 Schlosspark Putbus im französischen Stil, Anfang des !9. Jh. im englischen Stil umgestaltet als Landschaftsgarten                              | Weitere Bilder                                         |
| 576 | Park                                     | Kriegerdenkmal 1870/71 (Schlosspark)                                                     | |                                                        |
| 576 | Park (Karte)                             | Denkmal für Gärtner Günter (Schlosspark)                                                 | | Denkmal für Gärtner Günter (Schlosspark)               |
| 576 | Park                                     | Hirsch-, Reh- und Fechtertor (Schlosspark)                                               | |                                                        |
| 576 | Park                                     | Spalierobstgarten                                                                        | |                                                        |
| 576 | Alleestraße 35 (Karte)                   | Orangerie mit Torhäusern (Schlosspark)                                                   | | Weitere Bilder                                         |
| 576 | Park 1 (Karte)                           | Marstall (Schlosspark)                                                                   | Marstall von 1824 nach Plänen von Johann Gottfried Steinmeyer | Weitere Bilder                                         |
| 576 | Park 3 (Karte)                           | ehem. Affenhaus (Puppenmuseum/Gaststätte, Schlosspark)                                   | | ehem. Affenhaus (Puppenmuseum/Gaststätte, Schlosspark) |
| 576 | Park 4                                   | Rendantenhaus (Schlosspark)                                                              | |                                                        |
| 576 | Park                                     | Wasserwerk (Wreechener Weg, Schlosspark)                                                 | |                                                        |
| 576 | Park                                     | Denkmal Wilhelm Malte der Erste mit Gitter (Schlosspark)                                 | | Weitere Bilder                                         |
| 577 | Schulstraße 6                            | S.- Allende - Schule (Schule am Park)                                                    | | S.- Allende - Schule (Schule am Park)                  |
| 578 | Teichstraße 10                           | Büdnerei                                                                                 | |                                                        |
| 578 | Teichstraße 10                           | Stallscheune                                                                             | |                                                        |
| 872 | August-Bebel-Straße 37 (Karte)           | Wohnhaus                                                                                 | | Wohnhaus                                               |
| 900 | Markt 4 (Karte)                          | Wohn- und Geschäftshaus                                                                  | | Wohn- und Geschäftshaus                                |

## Gremmin
| ID  | Lage                 | Bezeichnung | Beschreibung | Bild |
| --- | -------------------- | ----------- | ------------ | ---- |
| 315 | Gremmin-Dorfstraße 1 | Forsthaus   |              |      |

## Groß Stresow
| ID  | Lage            | Bezeichnung                        | Beschreibung | Bild                               |
| --- | --------------- | ---------------------------------- | ------------ | ---------------------------------- |
| 322 | Dorfstraße 7    | Wohnhaus                           |              | Wohnhaus                           |
| 323 | Dorfstraße 8, 9 | Katen                              |              | Katen                              |
| 324 | Dorfstraße 25   | Wohnhaus                           |              | Wohnhaus                           |
| 325 | Dorfstraße      | Denkmal König Friedrich Wilhelm I. |              | Denkmal König Friedrich Wilhelm I. |

## Kasnevitz
| ID  | Lage                            | Bezeichnung                 | Beschreibung | Bild           |
| --- | ------------------------------- | --------------------------- | ------------ | -------------- |
| 356 | Kasnevitz-Dorfstraße (Karte)    | Kirche                      |              | Weitere Bilder |
| 357 | Kasnevitz-Dorfstraße 36 (Karte) | Pfarrwitwenhaus             |              | Weitere Bilder |
| 358 | Kasnevitz-Dorfstraße 37         | Pfarrgarten                 |              |                |
| 358 | Kasnevitz-Dorfstraße 37, 37a    | Pfarrhaus                   |              |                |
| 359 | Kasnevitz-Dorfstraße 46         | Katen                       |              |                |
| 360 | Kasnevitz-Heideweg 9            | Bauernhaus (Haus Wolfgramm) |              |                |

## Ketelshagen
| ID  | Lage                     | Bezeichnung | Beschreibung | Bild |
| --- | ------------------------ | ----------- | --- | ---- |
| 362 | Ketelshagen-Dorfstraße 1 | Forsthaus   | |      |
| 873 | Ketelshagen-Dorfstraße 4 | Gutshaus    | kleiner, sanierter, 1-gesch. Putzbau vom 19. Jh. Mit Krüppelwalmdach, Gut u. a. der Familien von Ketel (ab 14. Jh. Bis 1789) und von Putbus, heute Wohn- und Ferienhaus |      |

## Krakvitz
| ID  | Lage                   | Bezeichnung              | Beschreibung | Bild |
| --- | ---------------------- | ------------------------ | ------------ | ---- |
| 388 | Krakvitz-Dorfstraße 18 | Bauernhof                |              |      |
| 388 | Krakvitz-Dorfstraße 18 | Brunnen                  |              |      |
| 388 | Krakvitz-Dorfstraße 18 | Wohnhaus                 |              |      |
| 388 | Krakvitz-Dorfstraße 18 | Bauerngartenreste        |              |      |
| 388 | Krakvitz-Dorfstraße 18 | Hofpflasterfläche        |              |      |
| 388 | Krakvitz-Dorfstraße 18 | Stall (Bauernhof, Pintz) |              |      |

## Krimvitz
| ID  | Lage                  | Bezeichnung | Beschreibung | Bild |
| --- | --------------------- | ----------- | --- | ---- |
| 389 | Krimvitz-Dorfstraße 4 | Gutshaus    | 1-gesch., verklinkertes Bauwerk mit Satteldach und 2-gesch. Mittelrisalit ab 1919 Wohnhaus von Malte zu Putbus heute (2015) Hotel |      |
| 389 | Krimvitz-Dorfstraße 4 | Parkrest    | |      |

## Lauterbach
| ID  | Lage                                          | Bezeichnung                                         | Beschreibung | Bild                             |
| --- | --------------------------------------------- | --------------------------------------------------- | ------------ | -------------------------------- |
| 402 | Lauterbach-Chausseestraße 12                  | Bahnhof, Stationsgebäude (DB-AG)                    |              | Bahnhof, Stationsgebäude (DB-AG) |
| 403 | Lauterbach-Chausseestraße 3                   | Wohnhaus                                            |              |                                  |
| 404 | (Karte)                                       | Denkmal für die Opfer des Faschismus (am Haus Goor) |              | Weitere Bilder                   |
| 406 | Goor, Lauterbach-Fürst-Malte-Straße 1 (Karte) | Badehaus Goor                                       |              | Weitere Bilder                   |

## Lonvitz
| ID  | Lage                          | Bezeichnung               | Beschreibung | Bild                      |
| --- | ----------------------------- | ------------------------- | ------------ | ------------------------- |
| 424 | Lonvitz-Dorfstraße 20 (Karte) | Bauernhaus (Haus Harders) |              | Bauernhaus (Haus Harders) |

## Nadelitz
| ID  | Lage                           | Bezeichnung                      | Beschreibung | Bild                             |
| --- | ------------------------------ | -------------------------------- | ------------ | -------------------------------- |
| 445 | Nadelitz-Dorfstraße 11 (Karte) | Landarbeiterhaus                 |              | Landarbeiterhaus                 |
| 446 | Nadelitz-Dorfstraße 12 (Karte) | Landarbeiterhaus                 |              | Landarbeiterhaus                 |
| 447 | Nadelitz-Dorfstraße 7a (Karte) | Feldsteinscheune des ehem. Gutes |              | Feldsteinscheune des ehem. Gutes |

## Neuendorf
| ID  | Lage                            | Bezeichnung                       | Beschreibung | Bild                              |
| --- | ------------------------------- | --------------------------------- | ------------ | --------------------------------- |
| 453 | Neuendorf-Dorfstraße 20         | Wohnhaus                          |              |                                   |
| 454 | Neuendorf-Dorfstraße 22 (Karte) | Wohnhaus (ehem. Schule) mit Stall |              | Wohnhaus (ehem. Schule) mit Stall |
| 455 | Neuendorf-Dorfstraße 11         | Wohnhaus (ehem. Nr. 3, Müller)    |              |                                   |
| 456 | Neuendorf-Dorfstraße 37         | Wohnhaus (Böttcher) mit Stall     |              |                                   |
| 457 | Neuendorf-Dorfstraße 38 (Karte) | Wohnhaus (Burvitz) mit Stall      |              | Wohnhaus (Burvitz) mit Stall      |
| 458 | Neuendorf-Dorfstraße 51         | Wohnhaus                          |              |                                   |

## Neukamp
| ID  | Lage               | Bezeichnung                                         | Beschreibung | Bild           |
| --- | ------------------ | --------------------------------------------------- | ------------ | -------------- |
| 466 | Neukamp-Dorfstraße | Denkmal für den Großen Kurfürsten Friedrich Wilhelm |              | Weitere Bilder |

## Pastitz
| ID  | Lage                          | Bezeichnung                      | Beschreibung                                                                        | Bild                            |
| --- | ----------------------------- | -------------------------------- | ----------------------------------------------------------------------------------- | ------------------------------- |
| 478 | Pastitz-Dorfstraße (Karte)    | Stationsgebäude (Bahnhof, DB-AG) |                                                                                     | Weitere Bilder                  |
| 478 | Pastitz-Dorfstraße 14 (Karte) | Bahnwärterhaus (Bahnhof, DB-AG)  |                                                                                     | Bahnwärterhaus (Bahnhof, DB-AG) |
| 479 | Pastitz-Dorfstraße 1b (Karte) | Gutshaus                         | Neobarocker, 1-gesch., zweiteiliger sanierter Putzbau mit kleinem 2-gesch. Türmchen | Gutshaus                        |
| 480 | Pastitz-Dorfstraße 12, 13     | Forsthaus                        |                                                                                     |                                 |
| 481 | Pastitz-Feldstraße            | Wegweiser                        |                                                                                     |                                 |

## Posewald
| ID  | Lage                  | Bezeichnung | Beschreibung | Bild           |
| --- | --------------------- | ----------- | --- | -------------- |
| 497 | Posewald-Dorfstraße   | Park        | |                |
| 497 | Posewald-Dorfstraße 3 | Gutshaus    | 2-gesch., sanierter Putzbau auf Feldsteinkeller aus der 2. Hälfte des 19. Jh. mit zwei 3-gesch. Ecktürmen Gut u. a. der Familie von Putbus (bis 1327, im 15. Jh. und nach 1850 bis 1945). | Weitere Bilder |

## Vilmnitz
| ID  | Lage                                      | Bezeichnung                                 | Beschreibung | Bild                                        |
| --- | ----------------------------------------- | ------------------------------------------- | ------------ | ------------------------------------------- |
| 773 | Chausseestraße 4 Alte Bäderstr. 4 (Karte) | Katen (Armenhaus)                           |              | Katen (Armenhaus)                           |
| 774 | Chausseestraße 3 Alte Bäderstr. 3 (Karte) | Wohnhaus (ehem. Schule)                     |              | Wohnhaus (ehem. Schule)                     |
| 775 | Chausseestraße 2 Alte Bäderstr. 2 (Karte) | Küsterhaus (an der Kirche)                  |              | Küsterhaus (an der Kirche)                  |
| 776 | Chausseestraße 7 Alte Bäderstr. 7         | Wohnhaus (ehem. Gasthaus, Haus Bootz)       |              | Wohnhaus (ehem. Gasthaus, Haus Bootz)       |
| 778 | Dorfstraße 17                             | Wohnhaus                                    |              |                                             |
| 779 | Dorfstraße 22                             | Wohnhaus                                    |              | Wohnhaus                                    |
| 779 | Dorfstraße 22                             | Bauernhof                                   |              |                                             |
| 779 | Dorfstraße 22                             | Scheune                                     |              |                                             |
| 779 | Dorfstraße 22                             | Stall                                       |              |                                             |
| 779 | Dorfstraße 22                             | Hofmauer                                    |              |                                             |
| 780 | Chausseestraße (Karte)                    | Kirche                                      |              | Weitere Bilder                              |
| 780 | Dorfstraße (Karte)                        | Friedhof mit Umfassungsmauer und Grabwangen |              | Friedhof mit Umfassungsmauer und Grabwangen |

## Wobbanz
| ID  | Lage                 | Bezeichnung       | Beschreibung | Bild |
| --- | -------------------- | ----------------- | ------------ | ---- |
| 821 | Wobbanz-Dorfstraße 1 | Ehem. Gutsscheune |              |      |

## Quelle
- Denkmalliste des Landkreises Vorpommern-Rügen